# Český Těšín
Český Těšín (in slesiano Czeski Ćeszyń, in polacco Czeski Cieszyn, in tedesco Tschechisch Teschen) è una città della Regione di Moravia-Slesia, nel nord-est della Repubblica Ceca, sul fiume Olza.

## Storia
Fino al 1918, veniva chiamata Saska Kępa (in dialetto di Cieszyn: Sasko Kympa, in tedesco: Sachsenberg) ed era un quartiere della città di Cieszyn (in tedesco Teschen), nel Ducato di Teschen, nell'Austria-Ungheria. Dopo la caduta della Monarchia asburgica, i consigli locali della Polonia e della Cecoslovacchia si accordarono su una spartizione dell'area in modo da rispettare le linee etniche, anche se l'accordo non fu totalmente accettato dal governo di Praga. Nel 1919, con la Polonia che combatteva contro la Russia, la Cecoslovacchia (che combatteva in Slovacchia contro l'Armata Rossa ungherese), guidata principalmente da scopi economici e secondo gli accordi del 31 ottobre 1918, invase l'area il 23 gennaio, per poi concedere un plebiscito. L'intera area fu divisa dalla Conferenza di Spa, che lasciò una considerevole minoranza polacca sul lato ceco. Nel 1938, a seguito della Conferenza di Monaco che permise alla Germania di annettersi i Sudeti, la Polonia costrinse la Cecoslovacchia a cedere Český Těšín, inviando un ultimatum il 30 settembre, accettato dalla Cecoslovacchia il 1º ottobre. A seguito di negoziati con le autorità ceche, le truppe polacche entrarono nella zona il 2 ottobre 1938 e il territorio venne annesso alla Polonia. Dopo l'invasione della Polonia del 1939, l'intero territorio venne annesso alla Germania: durante la seconda guerra mondiale fece parte della Germania nazista. Nel 1945 l'area venne divisa seguendo il confine del 1920 e il governo comunista della Polonia restituì l'area contesa alla Cecoslovacchia.
Il 19 luglio 1970, durante una grave ondata di piena del fiume, cinque pompieri polacchi di Cieszyn morirono quando un ponte cadde nel fiume Olza.

### Popolazione
Nel 1849, nella parte occidentale di Cieszyn viveva solo il 14,9% della popolazione totale della città, nel 1880 il 24% e nel 1910 il 33,4%.
Cieszyn e Český Těšín erano conosciute per la diversità nazionale e culturale, che comprendeva comunità polacche, ceche, tedesche ed ebree. Nella città vi è anche una piccola comunità ungherese, che comprende molti degli ufficiali e del clero.
Secondo il censimento austro-ungarico del 1910, Teschen aveva 22.489 abitanti, 21.550 dei quali avevano ivi una residenza permanente. Nel censimento veniva chiesto agli intervistati anche la loro lingua madre, e i risultati furono i seguenti: 13.254 (61,5%) madrelingua tedeschi, 6.832 (31,7%) polacchi e 1.437 (6,6%) cechi. La religione più praticata in città era quella cristiana cattolica con 15.138 fedeli (67,3%) seguita dal protestantesimo con 5.174 fedeli (23%) e dall'ebraismo con 2.112 seguaci (9,4%).
Nel 1938 vi era una considerevole minoranza ebrea nella città: circa 1 500 persone a Cieszyn e 1 300 a Český Těšín. Quasi tutte queste persone furono uccise dai nazisti nei campi di concentramento, molte delle sinagoghe vennero distrutte; oggi ne rimane solo una, divenuta centro culturale polacco. La comunità tedesca residente nella città la abbandonò scappando in Germania dopo la fine della seconda guerra mondiale: oggi in città non vi sono più ebrei né tedeschi.

## Galleria d'immagini

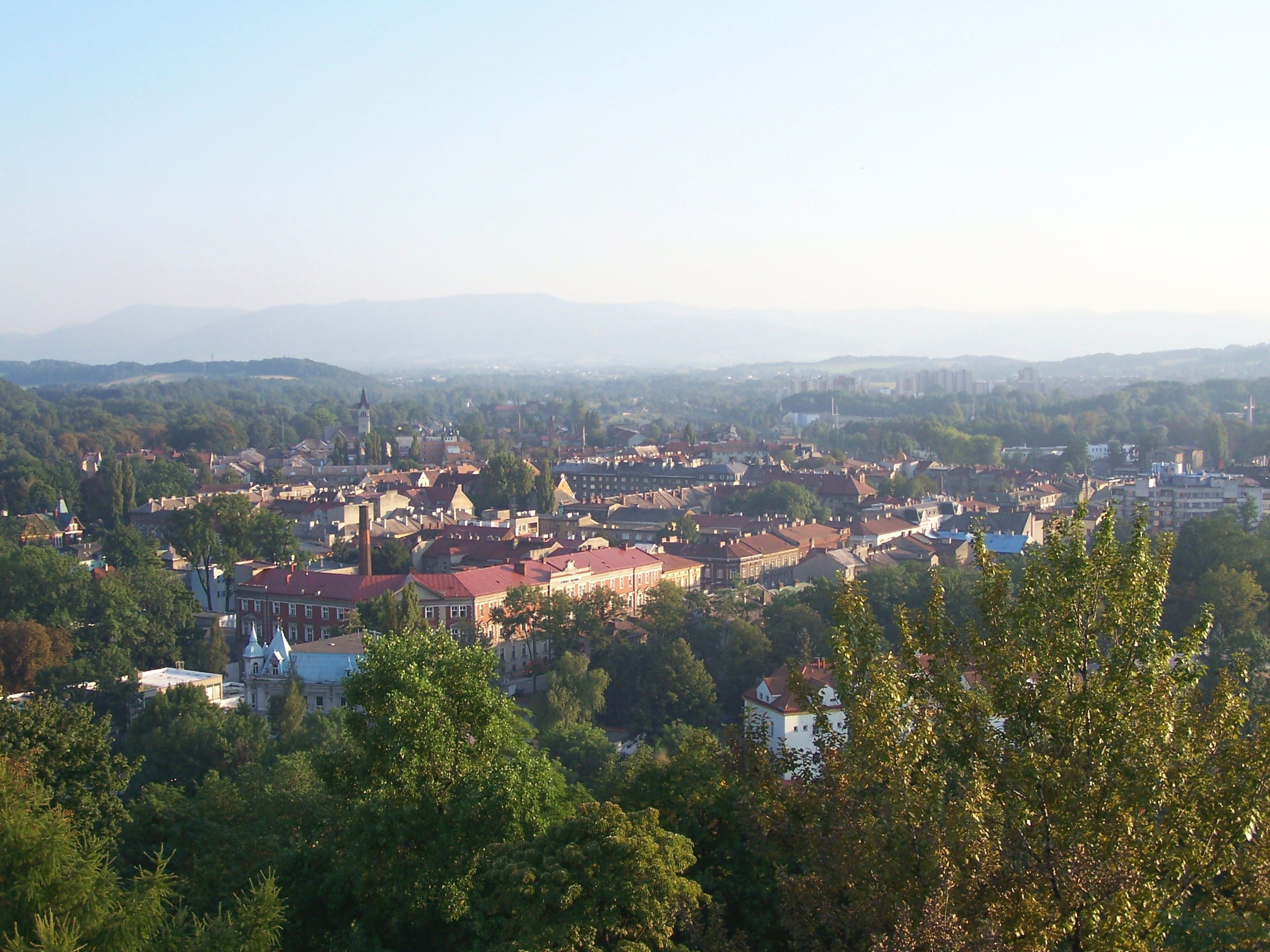
Český Těšín
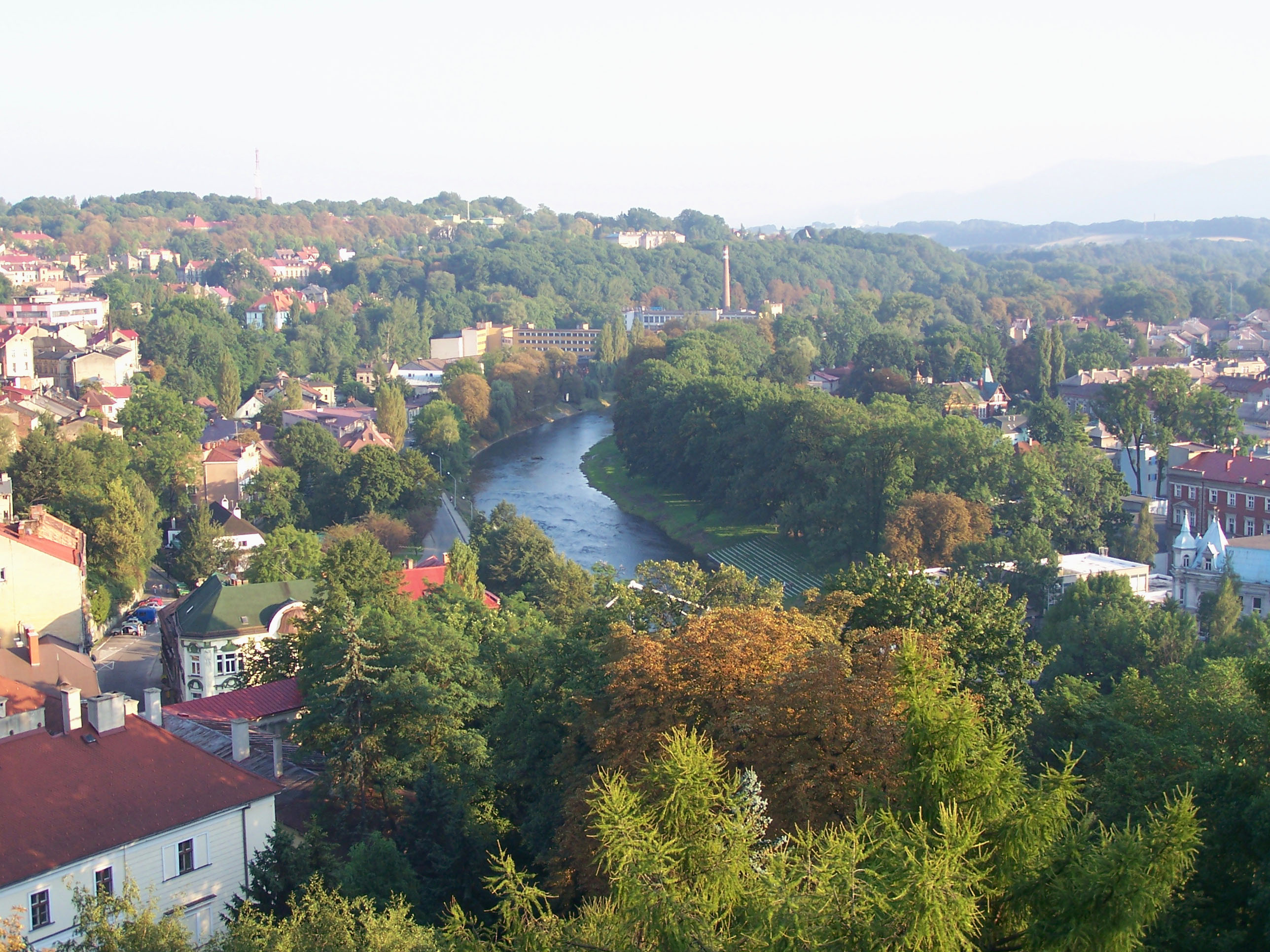
Le città divise: Cieszyn (a sinistra), Olza (al centro) e Český Těšín (a destra).
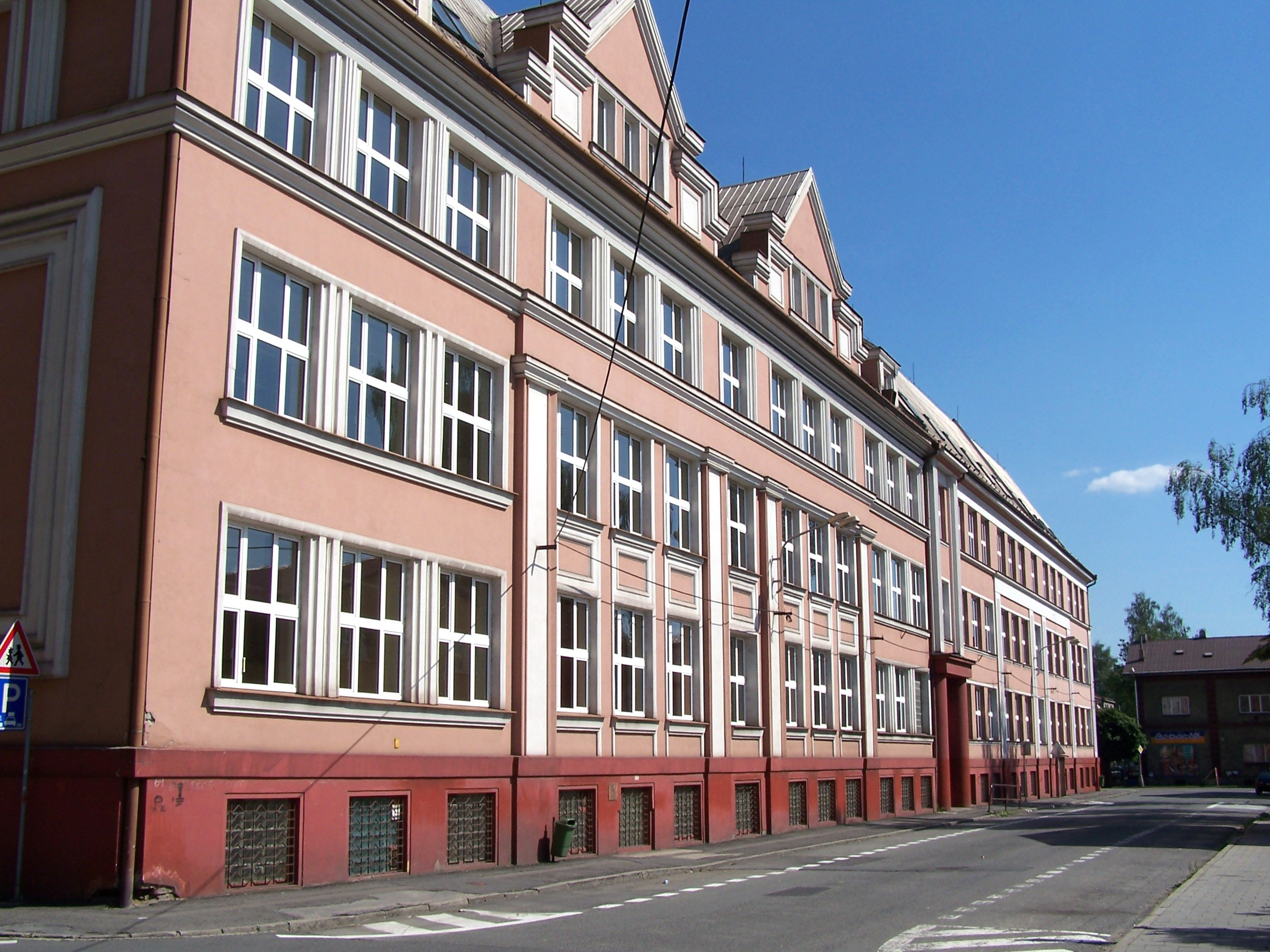
Scuola polacca e ginnasio a Český Těšín.
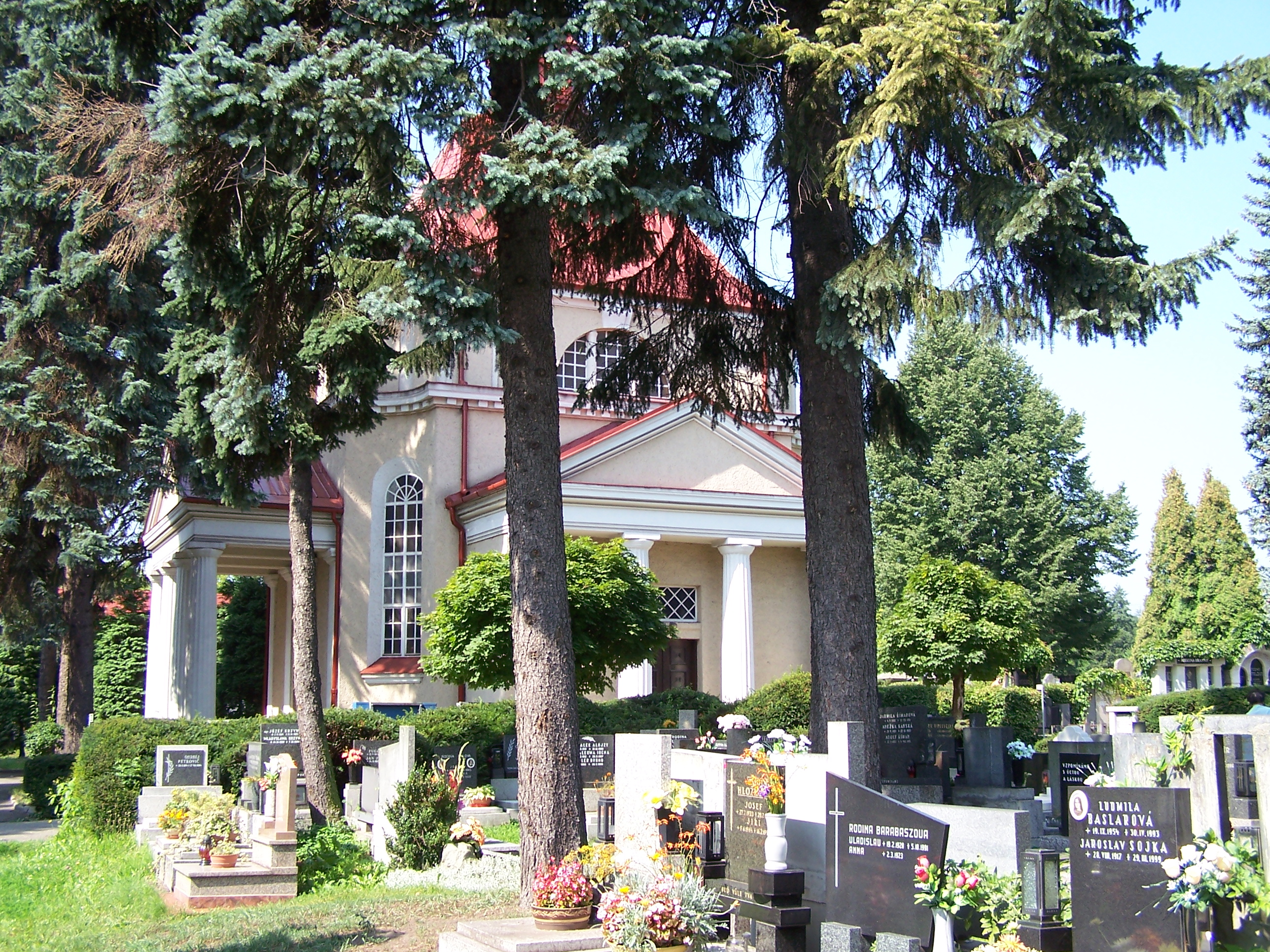
Cimitero di Český Těšín
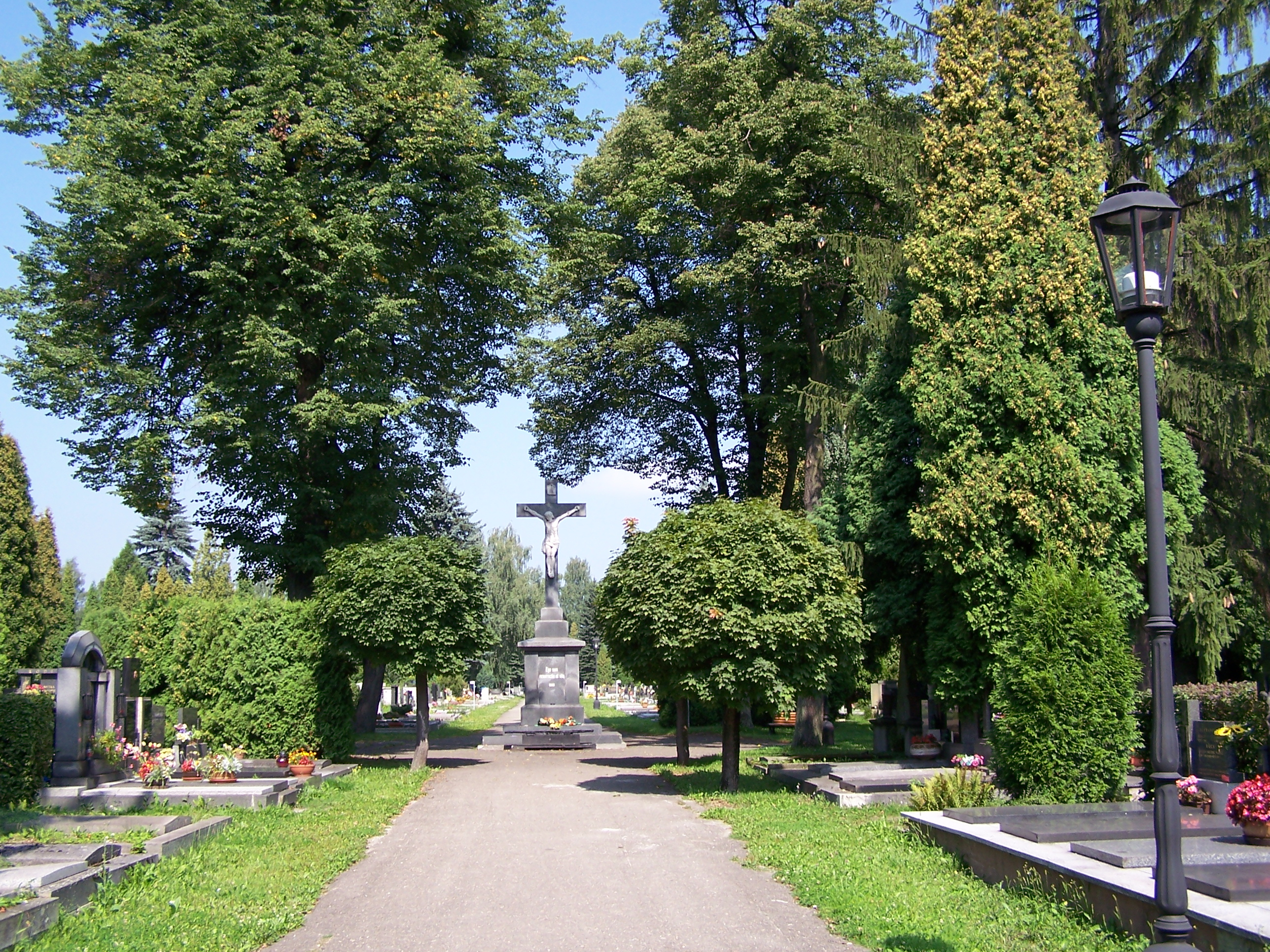
Cimitero di Český Těšín
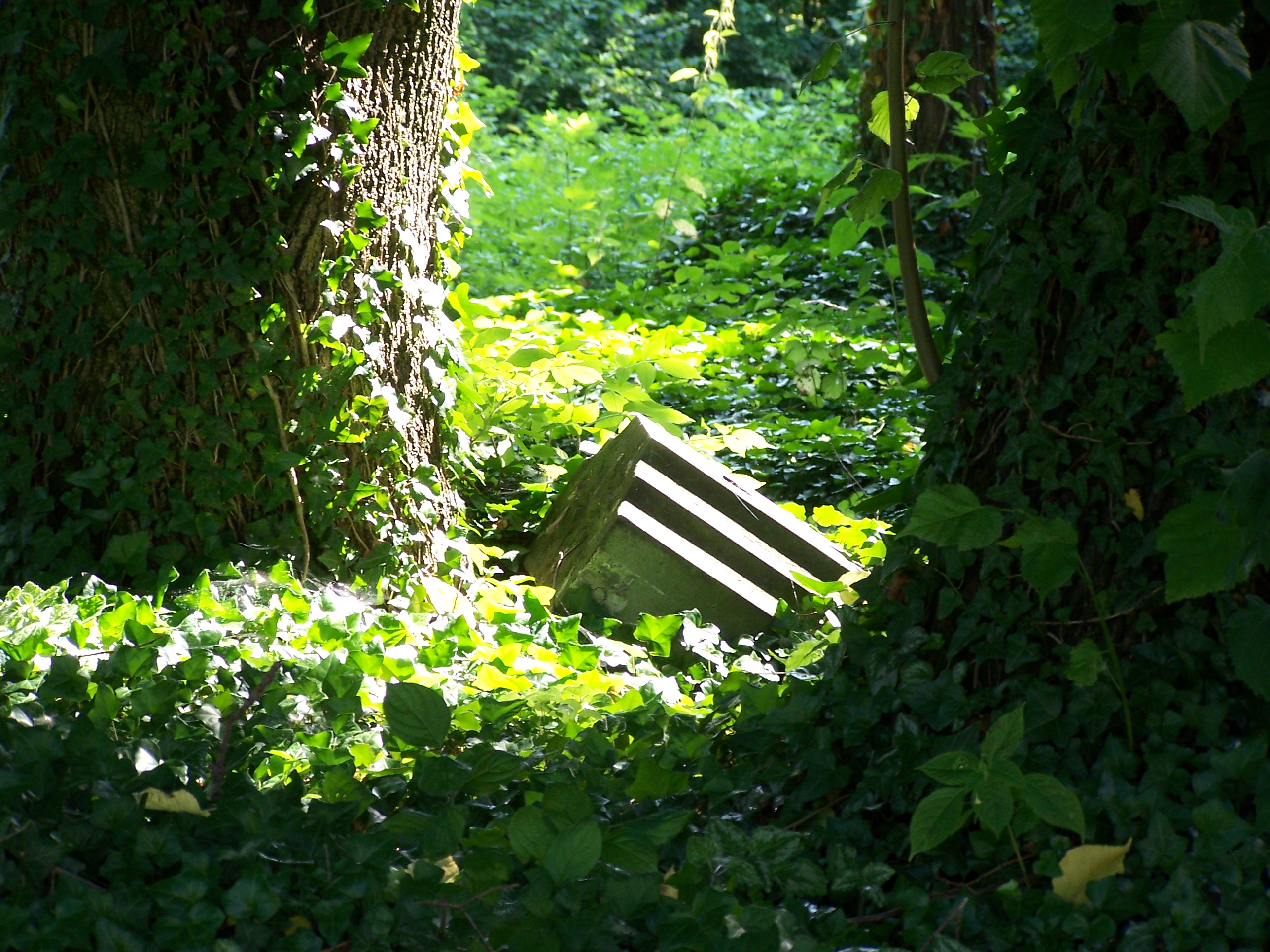
Frammenti di tomba abbandonata nel Cimitero
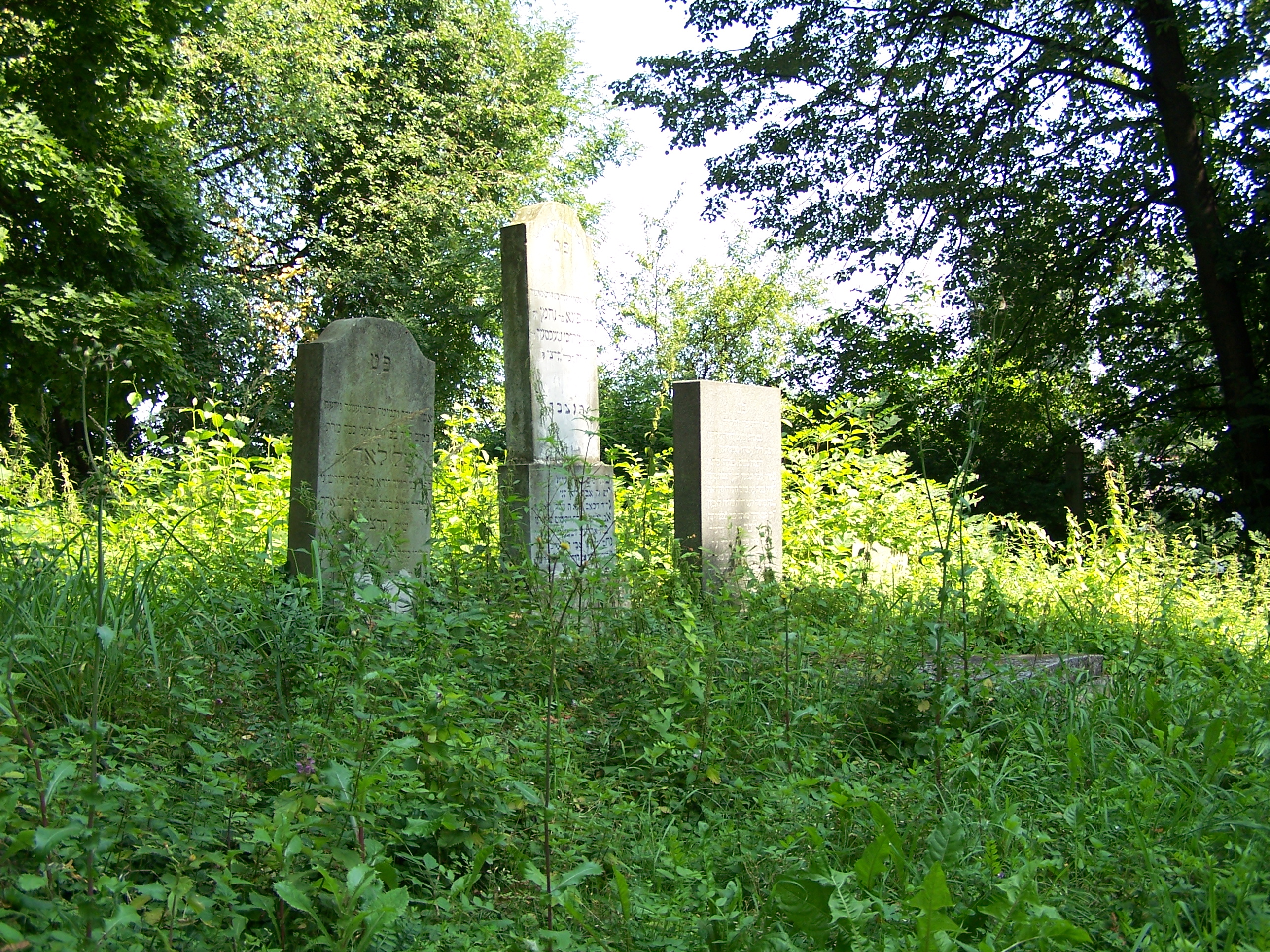
Frammenti di tomba abbandonata nel Cimitero.
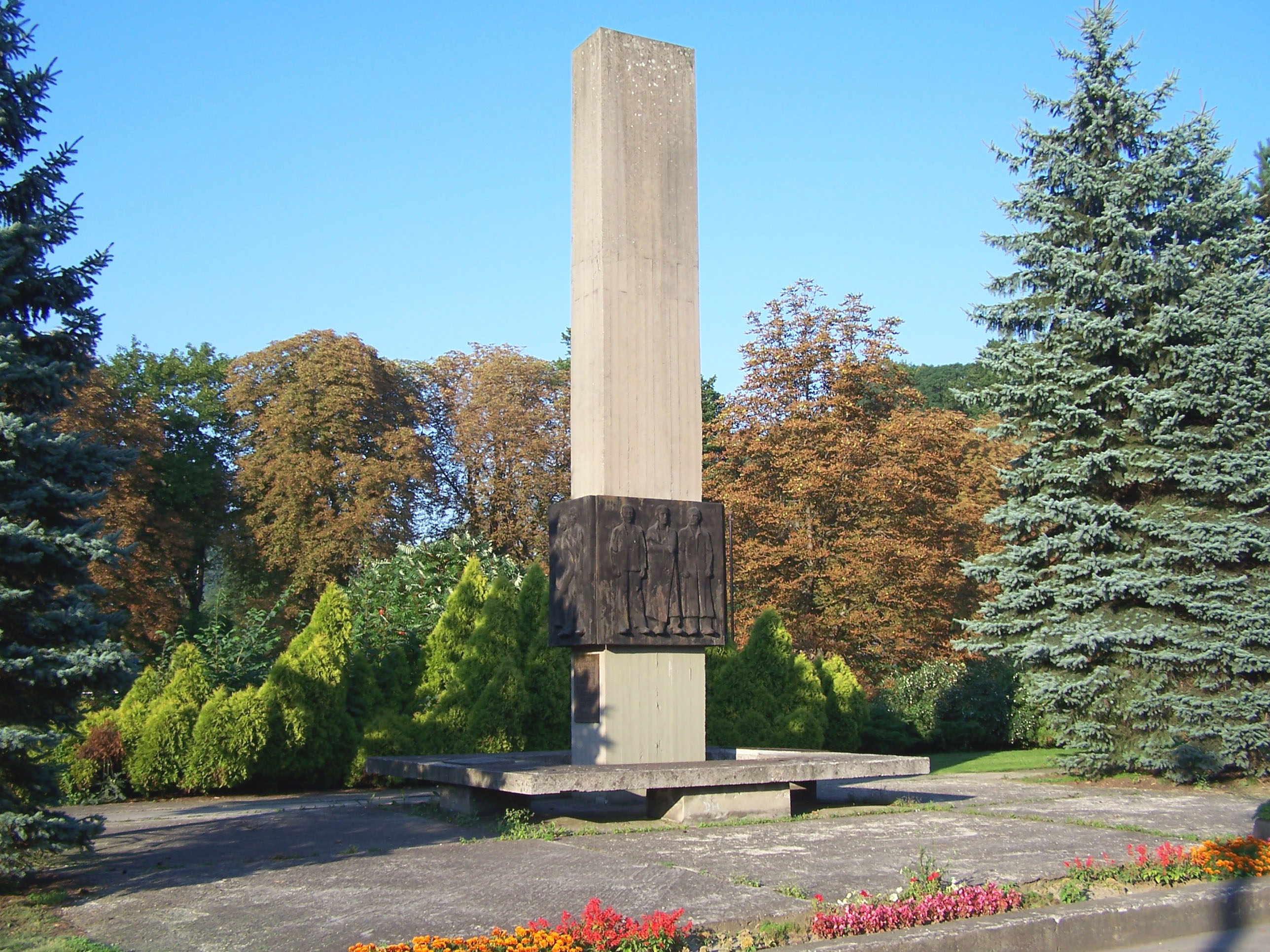
Memoriale dedicato alla resistenza della seconda guerra mondiale
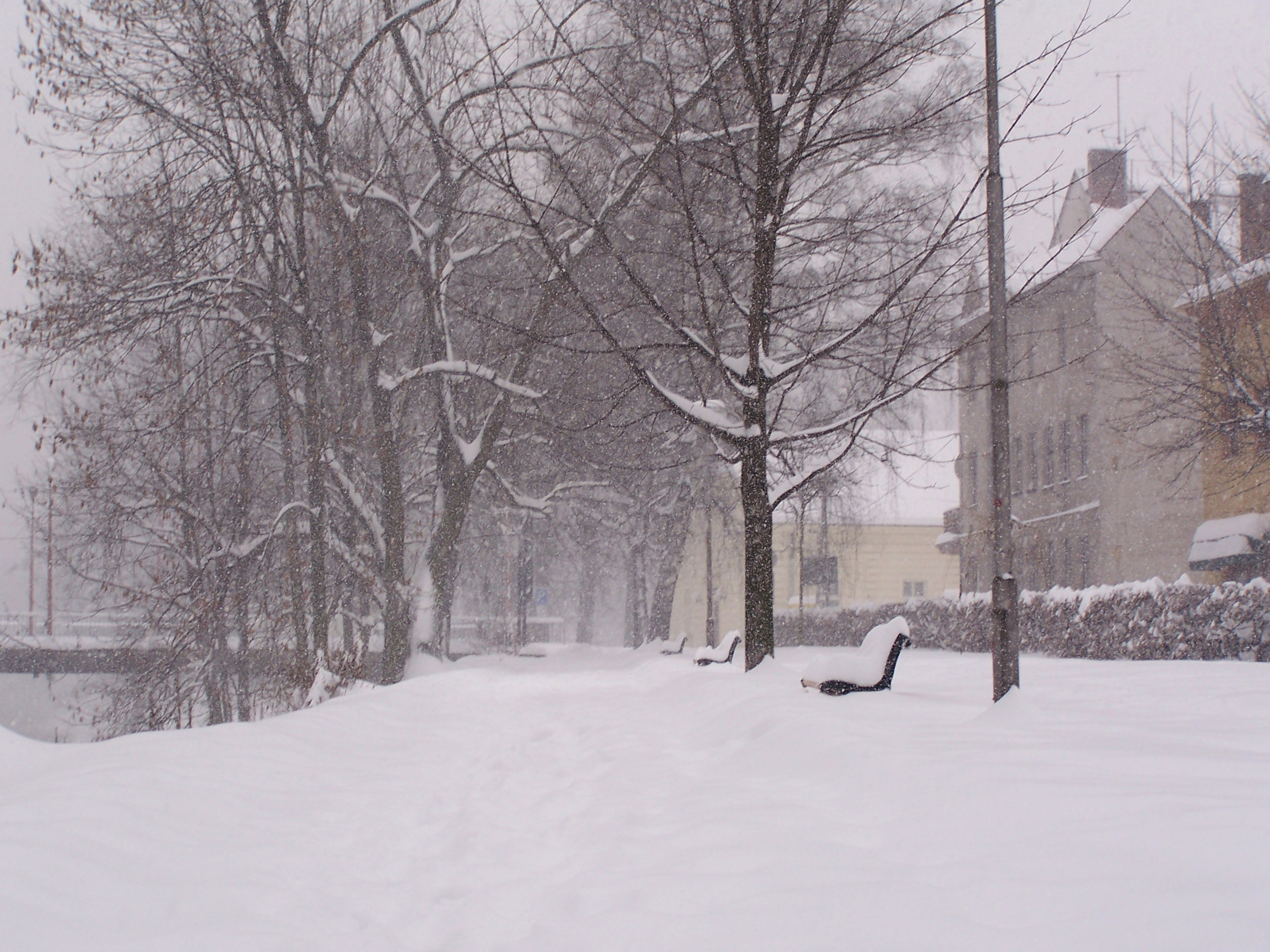
Inverno a Český Těšín.
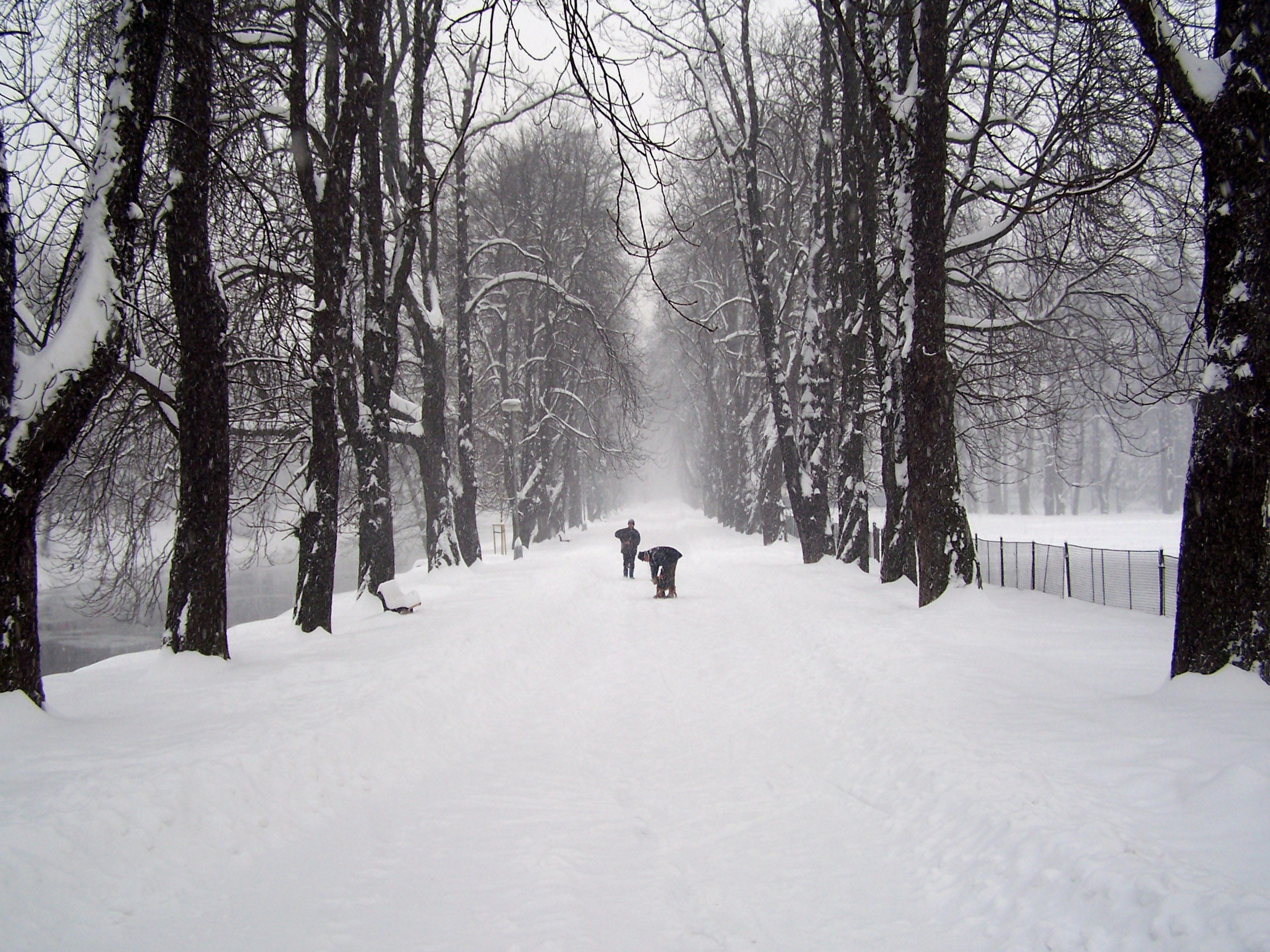
Inverno a Český Těšín.
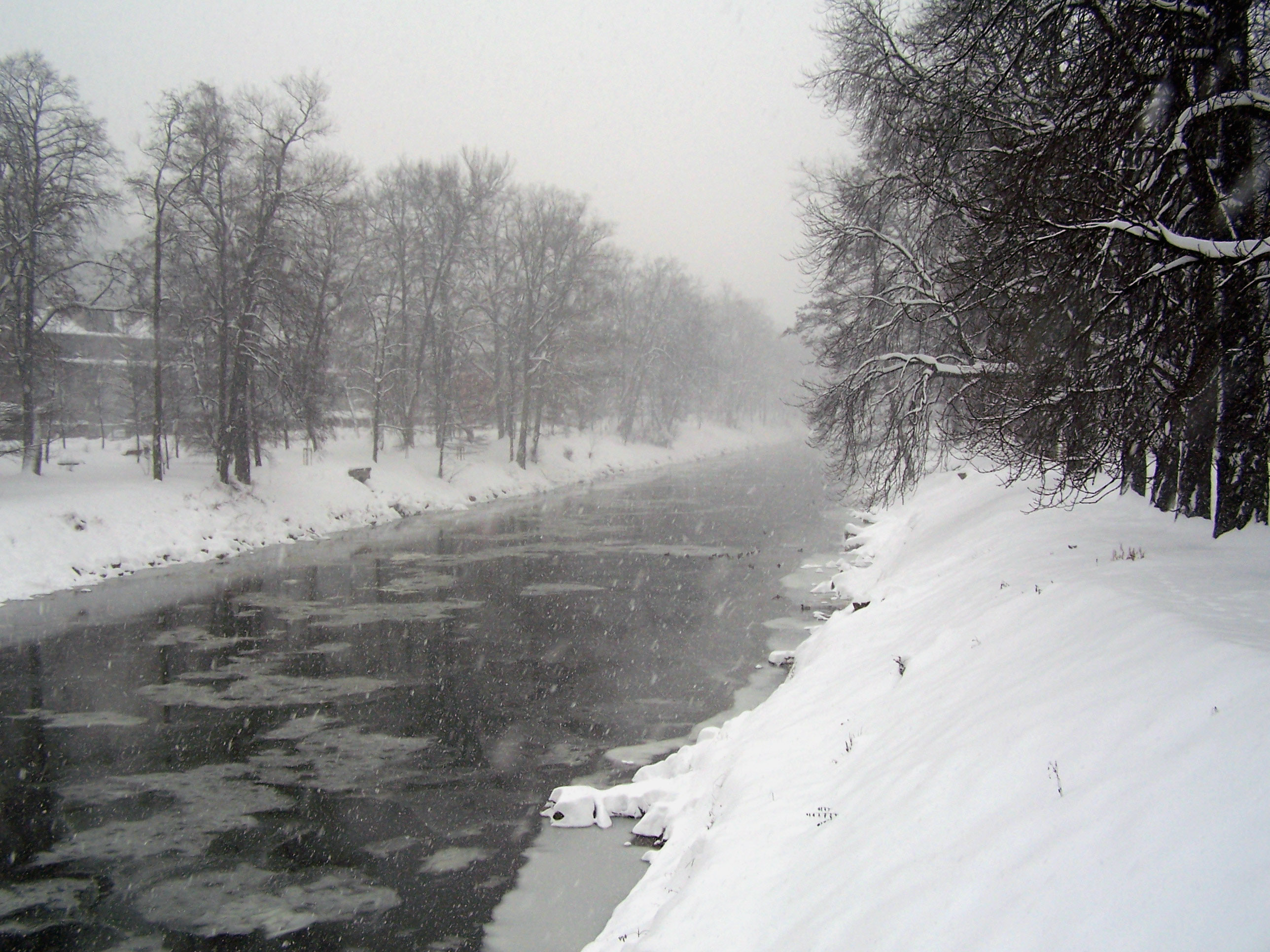
Inverno a Český Těšín. L'Olza è visto dalla riva ceca.